# Samsung Galaxy J5 (2017)
Il Samsung Galaxy J5 (2017) è uno smartphone Android di fascia medio-bassa prodotto da Samsung, facente parte della serie Galaxy J.
In base alla versione, può essere dotato o meno di dual SIM (Duos) e di diversi tagli di memoria interna e RAM.

## Caratteristiche tecniche

### Hardware
Il Galaxy J5 (2017) è uno smartphone con form factor di tipo slate, misura 146.2 x 71.3 x 8 millimetri e pesa 160 grammi.
Il dispositivo è dotato di connettività GSM, HSPA, LTE, di Wi-Fi 802.11 a/b/g/n/ac dual band con supporto a Wi-Fi Direct e hotspot, di Bluetooth 4.1 con A2DP, di GPS con A-GPS, GLONASS e BDS, di NFC e di radio FM. Ha una porta microUSB 2.0 ed un ingresso per jack audio da 3.5 mm.
Il Galaxy J5 (2017) è dotato di schermo touchscreen capacitivo da 5.2 pollici di diagonale, di tipo S-AMOLED con aspect ratio 16:9 e risoluzione 720 x 1280 pixel (densità di 282 pixel per pollice). Il frame laterale ed il retro sono in alluminio. La batteria agli ioni di litio da 3000 mAh non è removibile dall'utente.
Il chipset è un Exynos 7870 Octa, con CPU octa-core formata da 8 Cortex-A53 a 1.6 GHz e GPU Mali-T830 MP1. La memoria interna è una eMMC 5.1 da 16 o 32 GB, mentre la RAM è di 2 o 3 GB (in base alla versione).
La fotocamera posteriore ha un sensore da 13 megapixel, dotato di autofocus, HDR e flash LED, in grado di registrare al massimo video Full HD a 30 fotogrammi al secondo, mentre la fotocamera anteriore è da 5 megapixel, con flash LED.

### Software
Il sistema operativo è Android, in versione 7.0 Nougat, aggiornabile ufficialmente fino a 9.0 Pie.
Ha l'interfaccia utente Samsung Experience 8.1 di serie, che diventa One UI 1.1 con l'aggiornamento a Pie.